# فريدريش (أمير هوهنتسولرن)
فريدريش، أمير هوهنتسولرن (بالألمانية: Friedrich von Hohenzollern)‏ (و. 1891 – 1965 م) هو ضابط ألماني، توفي عن عمر يناهز 74 عاماً.

## التعليم
تعلم في جامعة فرايبورغ
.

## جوائز
حصل على جوائز منها:

Knight Grand Cross in the Order of the Holy Sepulchre ‏

## روابط خارجية
- فريدريش، أمير هوهنتسولرن على موقع مونزينجر (الألمانية)